# Ligne de Kalâa Seghira à Kasserine
La ligne de Kalâa Seghira à Kasserine est une ligne de chemin de fer du centre de la Tunisie.

## Histoire
La jonction entre le réseau nord et le réseau sud est réalisée en voie métrique par la construction des sections Sousse-Sfax (129 kilomètres), Tunis-Gaâfour-Kalâa Jerda pour l'exploitation des minerais et Kalâa Seghira-Kasserine pour l'exploitation de l'alfa.